# Preselle
Preselle è una frazione del comune italiano di Scansano, nella provincia di Grosseto, in Toscana.

## Geografia fisica
Preselle è situata nell'entroterra collinare della Maremma grossetana, lungo la valle dell'Ombrone, dove ha termine il limite orientale della piana di Grosseto ed iniziano i rilievi delle colline dell'Albegna e del Fiora. La frazione è delimitata ad est dal fiume Ombrone, mentre i suoi affluenti, il torrente Trasubbie (29 km) e il torrente Maiano (20 km), la delimitano rispettivamente a nord e a sud-est; inoltre, il Trasubbie segna il confine con il comune di Campagnatico, mentre il Maiano con quelli di Grosseto e Magliano in Toscana.
La frazione di Preselle confina a nord con Arcille, ad ovest con Istia d'Ombrone, a sud con le aree rurali di Poggio La Mozza e ad est con Montorgiali. È la frazione posta più a ovest del comune di Scansano e dista circa 14 km sia dal capoluogo comunale che da Grosseto.

## Storia

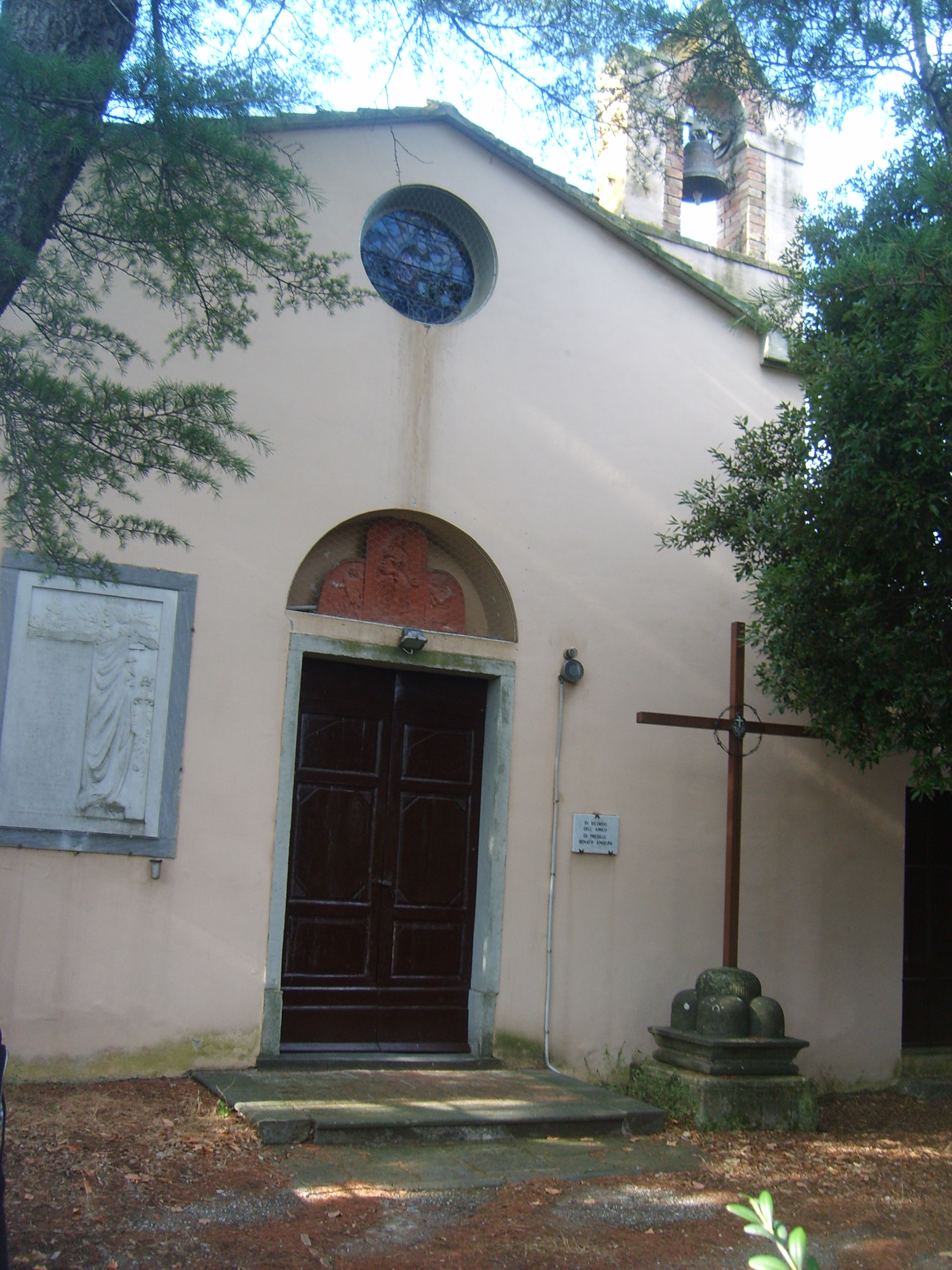
La chiesa di Sant'Isidoro.

La frazione di Preselle è nata in tempi recenti su un territorio denominato Le Preselle, in quanto nel 1250 Ugolino di Bertoldo, conte di Montorgiali, fu costretto dalla Repubblica di Siena a suddividere parte del territorio a pascolo in "preselle" (piccoli lotti di terreno boschivo e seminativo) da distribuire agli abitanti della contea.
A metà del XIX secolo nacque l'azienda agricola delle Preselle, che con un'estensione di 800 ettari frazionati in poderi, era una delle principali aziende vinicole della Maremma. Nel Novecento, l'intera zona delle campagne di Preselle tra Istia d'Ombrone, Poggio Cavallo e Pancole è diventata il centro della produzione del Morellino di Scansano, e oggi qui si trovano le principali aziende e fattorie vinicole. Il paese di Preselle è stato costruito nel dopoguerra, in una località chiamata Valletta, con l'istituzione di una parrocchia, la costruzione di un centro servizi e di una zona residenziale, fungendo da centro per tutti i poderi, ville, fattorie e aziende sparse per la vasta campagna.

## Monumenti e luoghi d'interesse

### Architetture religiose
- Chiesa di Sant'Isidoro, chiesa parrocchiale della frazione,[5][6] è situata lungo la strada provinciale al centro dell'abitato. La parrocchia è stata istituita il 6 aprile 1947 con territorio staccato da San Biagio a Montorgiali,[6] e insieme con quella di Pancole fa parte di un'unica unità pastorale.[6] L'edificio presenta una semplice facciata a capanna, con un piccolo rosone e una lunetta sopra il portale d'ingresso; sul lato sinistro della porta è stata fissata una lapide commemorativa ai caduti, mentre sul lato destro è posta una croce devozionale su basamento in pietra.[6] Sopra la facciata è posto un piccolo campanile a vela. La parrocchia di Preselle si estende su un territorio che conta circa 250 abitanti.[5]

- Cappella di San Giuseppe Lavoratore, eretta nel 1956 su iniziativa di Giuseppe Trombetti (1886-1960) in località Madrechiesa.[6]

- Oratorio della Madonna della Pace, costruito nel 1929 nella località Cerri Alti, o Cerralti, su un preesistente edificio di culto,[6] è compreso nella parrocchia di Preselle, ma amministrativamente è situato nel territorio comunale di Grosseto.

### Architetture civili
- Villa delle Preselle, caratteristica villa rurale in pietra che troneggia al centro della frazione, si tratta della villa padronale della tenuta delle Preselle, risalente al XIX secolo. L'edificio è adibito ad abitazione privata.

## Società

### Evoluzione demografica
Quella che segue è l'evoluzione demografica della frazione di Preselle.
| Anno | Abitanti |
| ---- | -------- |
| 1961 | 10       |
| 1981 | 6        |
| 1991 | 7        |
| 2001 | 56       |
| 2011 | 130      |

## Infrastrutture e trasporti
Il paese di Preselle è servito dalla strada provinciale 159 Scansanese, che collega la città di Grosseto con Scansano e Manciano nell'entroterra, e che costituiva un tratto della ex strada statale 322 delle Collacchie, terminando a Follonica.